# Seznam ameriških igralcev (K)
KJ - Suzanne Kaaren - Jane Kaczmarek - Madeline Kahn - Stacy Kamano - Melina Kanakaredes - Steve Kanaly - Carol Kane - Gabe Kaplan - James Karen - John Karlen - Alexandria Karlsen - Richard Karn - Jay Karnes - Alex Karras - Cody Kasch - Jean Kasem - Katrina Leskanich - Andreas Katsulas - Nicky Katt - William Katt - Omri Katz - David Kaufman (igralec) - Julie Kavner - Danny Kaye - Wendy Kaye - Tim Kazurinsky - Kea Wong - Stacy Keach - James Keach - Staci Keanan - Buster Keaton - Diane Keaton - Joshua Keaton - Michael Keaton - Andrew Keegan - Scarlett Keegan - Howard Keel - Ruby Keeler - Monica Keena - Tom Keene - Catherine Keener - Bob Keeshan - Jack Kehler - Stacy Keibler - Keith Szarabajka - Brian Keith - David Keith - Robert Keith - Tim Kelleher - Sally Kellerman - DeForest Kelley - Malcolm David Kelley - Catherine Kellner - Paul Kelly (igralec) - Amber Rose Kelly - Brian Kelly - Daniel Hugh Kelly - David Patrick Kelly - Dorothy Kelly - Gene Kelly - Grace Kelly - Jean Louisa Kelly - Lisa Robin Kelly - Moira Kelly - Nancy Kelly - Linda Kelsey - Charlotte Kemp - Kerri Kendall - George Kennedy - Jamie Kennedy - Merna Kennedy - Sheila Kennedy - Kari Kennell - Tom Kenny - Enid Kent - Ken Kercheval - Robert Kerman - Joanna Kerns - Margaret Kerry - Lance Kerwin - Kevin Weisman - Evelyn Keyes - T'Keyah Crystal Keymáh - Kid 'n Play - Nicole Kidman - Richard Kiel - Susan Kiger - Richard Kiley - Victor Kilian - Val Kilmer - Charles Kimbrough - Richard Kind - Anita King - Adrienne King - Cammie King - Chris Thomas King - Jaime King - Perry King - Rosalie King - Lana Kinnear - Kathy Kinney - Alyson Kiperman - George Kirby - Justin Kirk - Phyllis Kirk - Tommy Kirk - Stan Kirsch - Tawny Kitaen - Helen Kleeb - Chris Klein (igralec) - Diane Klimaszewski - Elaine Klimaszewski - Kevin Kline - Richard Kline - Jack Klugman - Robert Knepper - Evel Knievel - Christopher Knight - Shirley Knight - Ted Knight - Wayne Knight - Wyatt Knight - Don Knotts - Josh Andrew Koenig - Walter Koenig - Susan Kohner - Clarence Kolb - Sharry Konopski - Bernie Kopell - Harvey Korman - Mary Kornman - Charlie Korsmo - Apollonia Kotero - Yaphet Kotto - Nancy Kovack - Martin Kove - Sarah Kozer - Linda Kozlowski - Jane Krakowski - Clare Kramer - John Krasinski - Brian Krause - Peter Krause - Sabrina in Erika Krievins - Marta Kristen - Freddy Krueger - David Krumholtz - Lisa Kudrow - Sheila Kuehl - Nancy Kulp - Mila Kunis - Richard Kuranda - Emily Kuroda (igralka) - Troy Kurtis - Swoosie Kurtz - Ashton Kutcher - Alexandra Kyle - 